# Câu đối
Câu đối thuộc thể loại văn biền ngẫu, gồm hai vế đối nhau nhằm biểu thị một ý chí, quan điểm, tình cảm của tác giả trước một hiện tượng, một sự việc nào đó trong đời sống xã hội. Nên lưu ý là từ đối (對) ở đây có nghĩa là ngang nhau, hợp nhau thành một đôi. Câu đối là một trong những thể loại của Văn học Việt Nam, Trung Hoa, Nhật Bản, và Hàn Quốc.

### Câu đối Trung Quốc

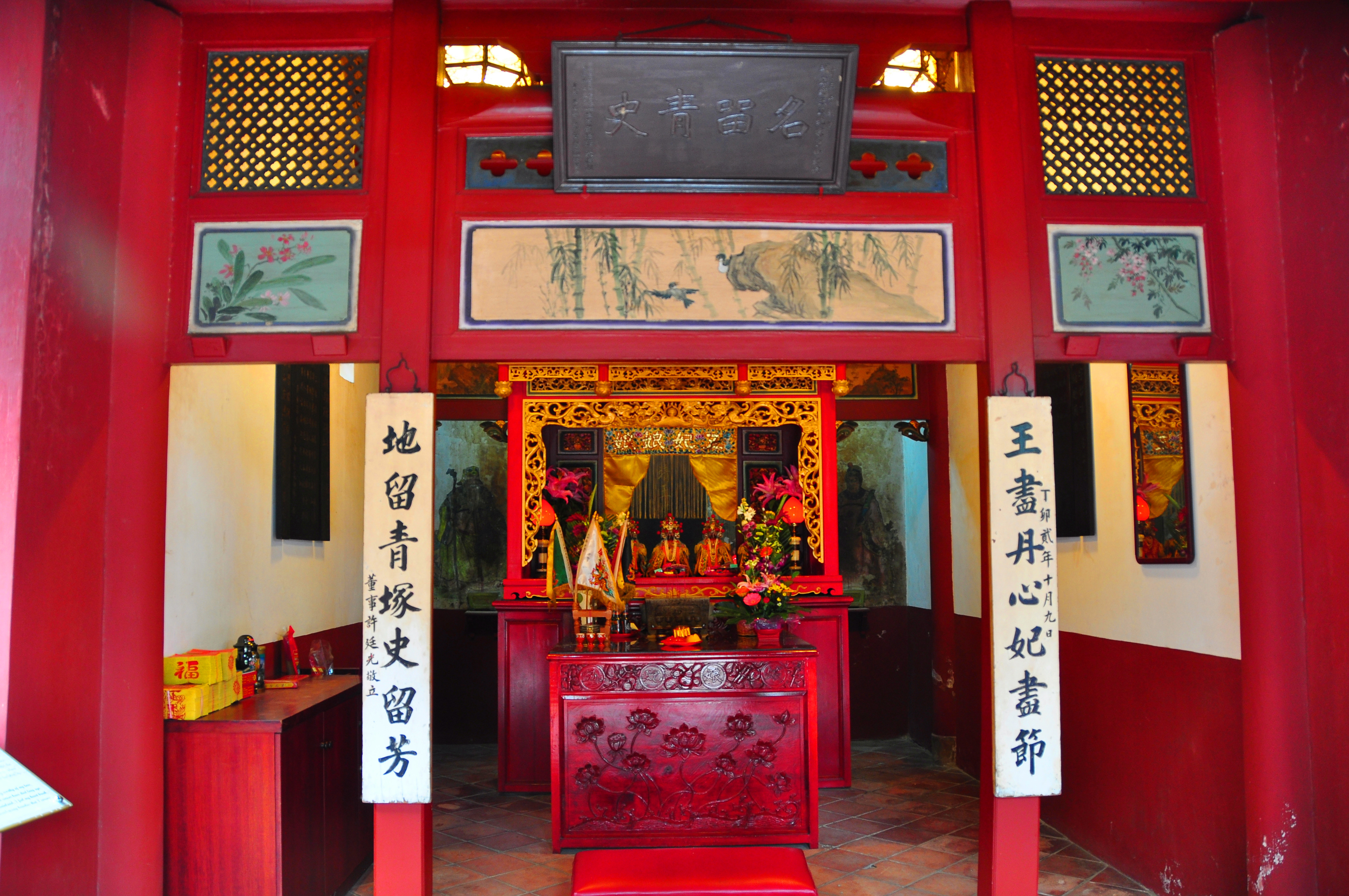
Câu đối và hoành phi trước 1 miếu Trung Hoa

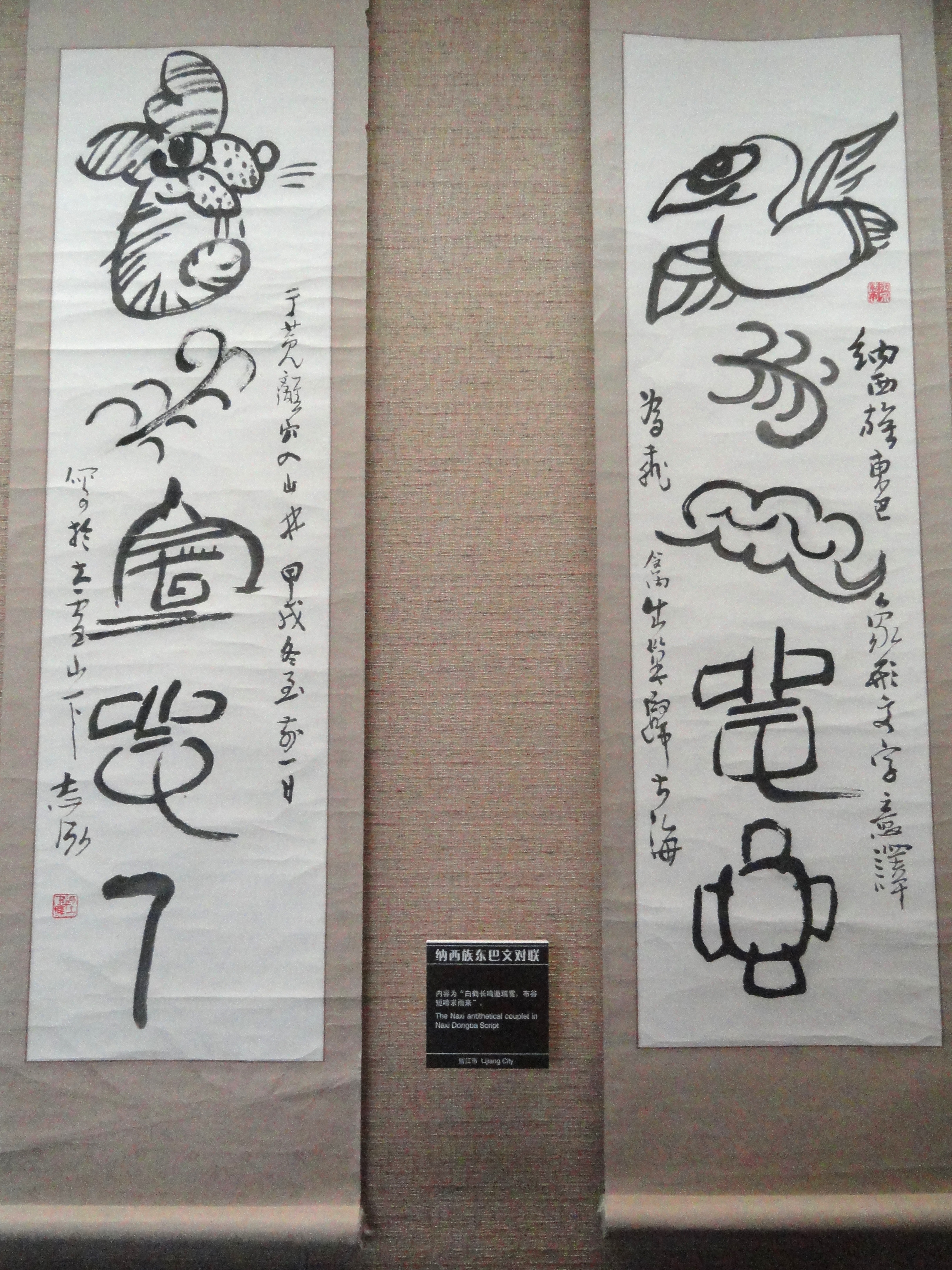
Câu đối theo hình vẽ

### Câu đối Việt Nam

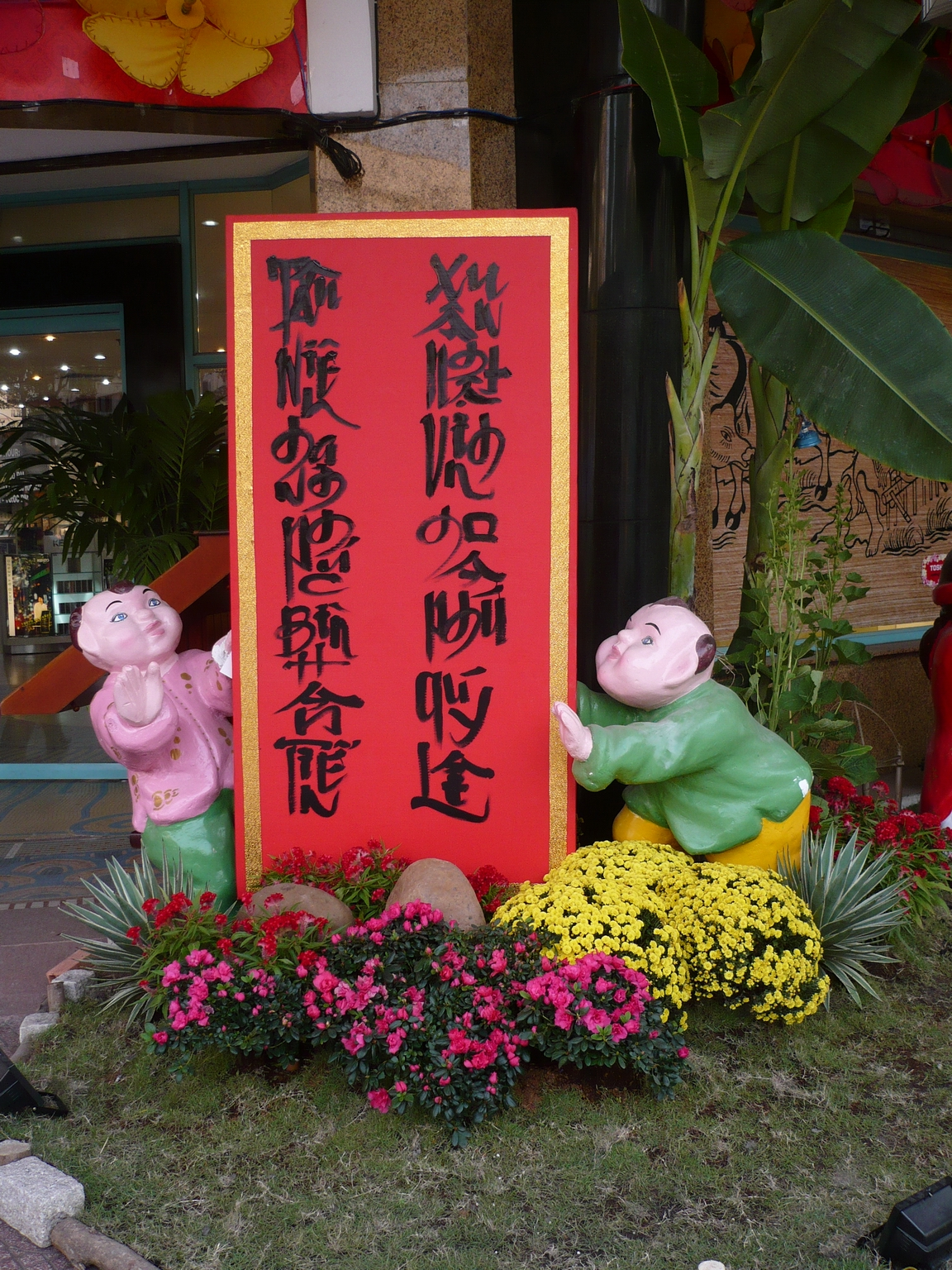
Một câu đối Tết tiếng Việt, viết theo lối thư pháp chữ Việt, tại Đường hoa Nguyễn Huệ 2009: "Tân niên hạnh phúc bình an tiến / Xuân nhật vinh hoa phú quý lai"

Câu đối khắc trên ván cẩn vỏ ốc, dùng treo hai bên tủ thờ